# Lasiocàmpids
Els lasiocàmpids (Lasiocampidae) són una família de lepidòpters ditrisis, l'única de la superfamília dels lasiocampoïdeus (Lasiocampoidea). Hi ha quasi 2.000 espècies arreu del món i es creu que moltes encara no han estat identificades. Els adults de moltes espècies imiten les fulles i les erugues són molt peludes.

## Subfamílies
- Chionopsychinae Aurivillius, 1909
- Chondrosteginae Aurivillius, 1927
- Lasiocampinae Harris, 1841
- Macromphaliinae Franclemont, 1973
- Poecilocampinae Tutt, 1900